# Road to Le Mans 2017
Navigation
Édition précédente Édition suivante
La 2e édition du Road to Le Mans 2017 est une course de voitures de sport organisée sur le Circuit des 24 Heures au Mans, en France, qui s'est déroulée le 15 juin 2017 et le 17 juin 2017 dans le cadre des 24 Heures du Mans. Il s'agissait de la deuxième manche du championnat Michelin Le Mans Cup 2017 et toutes les catégories de voitures du championnat ont participé à la course.

## Course 1

### Classement de la course
Voici le classement provisoire au terme de la course.
- Les vainqueurs de chaque catégorie sont signalés par un fond jauni.

| Pos                             | Classe | no | Écurie                    | Pilotes                                             | Châssis                          | Pneus | Tours | Temps            |
| Pos                             | Classe | no | Écurie                    | Pilotes                                             | Moteur                           | Pneus | Tours | Temps            |
| ------------------------------- | ------ | -- | ------------------------- | --------------------------------------------------- | -------------------------------- | ----- | ----- | ---------------- |
| 1                               | LMP3   | 2  | United Autosports         | John Falb Sean Rayhall                              | Ligier JS P3                     | M     | 13    | 55 min 10 s 699  |
| 1                               | LMP3   | 2  | United Autosports         | John Falb Sean Rayhall                              | Nissan VK50VE 5,0 L V8 Atmo      | M     | 13    | 55 min 10 s 699  |
| 2                               | LMP3   | 18 | M.Racing - YMR            | Alexandre Cougnaud Romano Ricci                     | Ligier JS P3                     | M     | 13    | + 5 s 634        |
| 2                               | LMP3   | 18 | M.Racing - YMR            | Alexandre Cougnaud Romano Ricci                     | Nissan VK50VE 5,0 L V8 Atmo      | M     | 13    | + 5 s 634        |
| 3                               | LMP3   | 14 | RLR Msport                | Alex Kapadia Martin Rich                            | Ligier JS P3                     | M     | 13    | + 9 s 362        |
| 3                               | LMP3   | 14 | RLR Msport                | Alex Kapadia Martin Rich                            | Nissan VK50VE 5,0 L V8 Atmo      | M     | 13    | + 9 s 362        |
| 4                               | LMP3   | 53 | M.Racing - YMR            | Natan Bihel Laurent Millara                         | Ligier JS P3                     | M     | 13    | + 1 min 32 s 341 |
| 4                               | LMP3   | 53 | M.Racing - YMR            | Natan Bihel Laurent Millara                         | Nissan VK50VE 5,0 L V8 Atmo      | M     | 13    | + 1 min 32 s 341 |
| 5                               | LMP3   | 87 | RLR Msport                | Morten Dons (en) John Farano                        | Ligier JS P3                     | M     | 13    | + 1 min 34 s 498 |
| 5                               | LMP3   | 87 | RLR Msport                | Morten Dons (en) John Farano                        | Nissan VK50VE 5,0 L V8 Atmo      | M     | 13    | + 1 min 34 s 498 |
| 6                               | LMP3   | 98 | Motorsport98              | Eric De Doncker (en) Andy Meyrick                   | Ligier JS P3                     | M     | 13    | + 1 min 35 s 946 |
| 6                               | LMP3   | 98 | Motorsport98              | Eric De Doncker (en) Andy Meyrick                   | Nissan VK50VE 5,0 L V8 Atmo      | M     | 13    | + 1 min 35 s 946 |
| 7                               | LMP3   | 22 | United Autosports         | Matthew Bell James McGuire                          | Ligier JS P3                     | M     | 13    | + 1 min 40 s 996 |
| 7                               | LMP3   | 22 | United Autosports         | Matthew Bell James McGuire                          | Nissan VK50VE 5,0 L V8 Atmo      | M     | 13    | + 1 min 40 s 996 |
| 8                               | LMP3   | 89 | Graff                     | Greg Taylor James Winslow                           | Ligier JS P3                     | M     | 13    | + 1 min 43 s 369 |
| 8                               | LMP3   | 89 | Graff                     | Greg Taylor James Winslow                           | Nissan VK50VE 5,0 L V8 Atmo      | M     | 13    | + 1 min 43 s 369 |
| 9                               | LMP3   | 99 | N'Race                    | Alain Costa Jordan Perroy                           | Ligier JS P3                     | M     | 13    | + 1 min 53 s 418 |
| 9                               | LMP3   | 99 | N'Race                    | Alain Costa Jordan Perroy                           | Nissan VK50VE 5,0 L V8 Atmo      | M     | 13    | + 1 min 53 s 418 |
| 10                              | LMP3   | 49 | Win Motorsport            | Richard Bradley William Lok (en)                    | Ligier JS P3                     | M     | 13    | + 1 min 53 s 687 |
| 10                              | LMP3   | 49 | Win Motorsport            | Richard Bradley William Lok (en)                    | Nissan VK50VE 5,0 L V8 Atmo      | M     | 13    | + 1 min 53 s 687 |
| 11                              | LMP3   | 55 | Spirit of Race            | Claudio Sdanewitsch Michele Rugolo                  | Ligier JS P3                     | M     | 13    | + 1 min 57 s 086 |
| 11                              | LMP3   | 55 | Spirit of Race            | Claudio Sdanewitsch Michele Rugolo                  | Nissan VK50VE 5,0 L V8 Atmo      | M     | 13    | + 1 min 57 s 086 |
| 12                              | LMP3   | 79 | Nielsen Racing            | Colin Noble Tony Wells                              | Ligier JS P3                     | M     | 13    | + 1 min 59 s 418 |
| 12                              | LMP3   | 79 | Nielsen Racing            | Colin Noble Tony Wells                              | Nissan VK50VE 5,0 L V8 Atmo      | M     | 13    | + 1 min 59 s 418 |
| 13                              | LMP3   | 65 | Graff                     | Émilien Carde Adrien Chila                          | Ligier JS P3                     | M     | 13    | + 2 min 01 s 871 |
| 13                              | LMP3   | 65 | Graff                     | Émilien Carde Adrien Chila                          | Nissan VK50VE 5,0 L V8 Atmo      | M     | 13    | + 2 min 01 s 871 |
| 14                              | LMP3   | 48 | Kox Racing                | Peter Kox Nico Pronk                                | Ligier JS P3                     | M     | 13    | + 2 min 16 s 016 |
| 14                              | LMP3   | 48 | Kox Racing                | Peter Kox Nico Pronk                                | Nissan VK50VE 5,0 L V8 Atmo      | M     | 13    | + 2 min 16 s 016 |
| 15                              | LMP3   | 86 | Eurointernational         | Ricky Capo Andrea Dromedari                         | Ligier JS P3                     | M     | 13    | + 2 min 22 s 594 |
| 15                              | LMP3   | 86 | Eurointernational         | Ricky Capo Andrea Dromedari                         | Nissan VK50VE 5,0 L V8 Atmo      | M     | 13    | + 2 min 22 s 594 |
| 16                              | LMP3   | 66 | Graff                     | Scott Andrews (de) John Corbett (de)                | Ligier JS P3                     | M     | 13    | + 2 min 23 s 129 |
| 16                              | LMP3   | 66 | Graff                     | Scott Andrews (de) John Corbett (de)                | Nissan VK50VE 5,0 L V8 Atmo      | M     | 13    | + 2 min 23 s 129 |
| 17                              | LMP3   | 12 | SVC Sport Management      | Marco Cencetti Marcello Marateotto                  | Ligier JS P3                     | M     | 13    | + 2 min 37 s 210 |
| 17                              | LMP3   | 12 | SVC Sport Management      | Marco Cencetti Marcello Marateotto                  | Nissan VK50VE 5,0 L V8 Atmo      | M     | 13    | + 2 min 37 s 210 |
| 18                              | GT3    | 97 | TF Sport                  | Ahmad Al Harthy Tom Jackson                         | Aston Martin V12 Vantage GT3     | M     | 13    | + 2 min 42 s 128 |
| 18                              | GT3    | 97 | TF Sport                  | Ahmad Al Harthy Tom Jackson                         | Aston Martin AM11 6,0 L V12 Atmo | M     | 13    | + 2 min 42 s 128 |
| 19                              | LMP3   | 85 | Eurointernational         | Mark Kvamme Alex Popow                              | Ligier JS P3                     | M     | 13    | + 3 min 02 s 396 |
| 19                              | LMP3   | 85 | Eurointernational         | Mark Kvamme Alex Popow                              | Nissan VK50VE 5,0 L V8 Atmo      | M     | 13    | + 3 min 02 s 396 |
| 20                              | LMP3   | 6  | DKR Engineering           | Edgar Lau (en) Jacques Wolf                         | Norma M30                        | M     | 13    | + 3 min 09 s 528 |
| 20                              | LMP3   | 6  | DKR Engineering           | Edgar Lau (en) Jacques Wolf                         | Nissan VK50VE 5,0 L V8 Atmo      | M     | 13    | + 3 min 09 s 528 |
| 21                              | GT3    | 95 | Spirit of Race            | Maurizio Mediani Christoph Ulrich                   | Ferrari 458 Italia GT3           | M     | 13    | + 3 min 13 s 465 |
| 21                              | GT3    | 95 | Spirit of Race            | Maurizio Mediani Christoph Ulrich                   | Ferrari F136 4,5 L V8 Atmo       | M     | 13    | + 3 min 13 s 465 |
| 22                              | GT3    | 46 | Ebimotors                 | Fabio Babini Emanuele Busnelli                      | Lamborghini Huracán GT3          | M     | 13    | + 3 min 16 s 830 |
| 22                              | GT3    | 46 | Ebimotors                 | Fabio Babini Emanuele Busnelli                      | Lamborghini 5,2 L V10 Atmo       | M     | 13    | + 3 min 16 s 830 |
| 23                              | LMP3   | 72 | Graff                     | Philippe Cimadomo (en) Thomas Dagoneau (de)         | Ligier JS P3                     | M     | 13    | + 3 min 20 s 460 |
| 23                              | LMP3   | 72 | Graff                     | Philippe Cimadomo (en) Thomas Dagoneau (de)         | Nissan VK50VE 5,0 L V8 Atmo      | M     | 13    | + 3 min 20 s 460 |
| 24                              | GT3    | 5  | Ram Racing                | Tom Onslow-Cole (en) Remon Leonard Vos              | Mercedes-AMG GT3                 | M     | 13    | + 3 min 28 s 139 |
| 24                              | GT3    | 5  | Ram Racing                | Tom Onslow-Cole (en) Remon Leonard Vos              | Mercedes-AMG M156 6,2 L V8 Atmo  | M     | 13    | + 3 min 28 s 139 |
| 25                              | GT3    | 8  | SVC Sport Management      | Steeve Hiesse (pl) Cédric Mézard                    | Lamborghini Huracán GT3          | M     | 13    | + 3 min 28 s 418 |
| 25                              | GT3    | 8  | SVC Sport Management      | Steeve Hiesse (pl) Cédric Mézard                    | Lamborghini 5,2 L V10 Atmo       | M     | 13    | + 3 min 28 s 418 |
| 26                              | GT3    | 24 | Garage 59                 | Michael Benham Duncan Tappy                         | McLaren 650S GT3                 | M     | 13    | + 3 min 39 s 840 |
| 26                              | GT3    | 24 | Garage 59                 | Michael Benham Duncan Tappy                         | McLaren M838T 3,8 L V8 Bi-Turbo  | M     | 13    | + 3 min 39 s 840 |
| 27                              | GT3    | 76 | IMSA Performance          | Thierry Cornac Raymond Narac                        | Porsche 911 GT3 R                | M     | 13    | + 3 min 52 s 643 |
| 27                              | GT3    | 76 | IMSA Performance          | Thierry Cornac Raymond Narac                        | Porsche 4,0 l Flat-6 Atmo        | M     | 13    | + 3 min 52 s 643 |
| 28                              | GT3    | 88 | Garage 59                 | Chris Goodwin (en) Alexander West (de)              | McLaren 650S GT3                 | M     | 13    | + 4 min 00 s 087 |
| 28                              | GT3    | 88 | Garage 59                 | Chris Goodwin (en) Alexander West (de)              | McLaren M838T 3,8 L V8 Bi-Turbo  | M     | 13    | + 4 min 00 s 087 |
| 29                              | LMP3   | 92 | TKS                       | Shinyo Sano Takuya Shirasaka                        | Ginetta-Juno P3-15               | M     | 13    | + 4 min 02 s 615 |
| 29                              | LMP3   | 92 | TKS                       | Shinyo Sano Takuya Shirasaka                        | Nissan VK50VE 5,0 L V8 Atmo      | M     | 13    | + 4 min 02 s 615 |
| 30                              | LMP3   | 23 | United Autosports         | Shaun Lynn Richard Meins                            | Ligier JS P3                     | M     | 12    | + 1 tour         |
| 30                              | LMP3   | 23 | United Autosports         | Shaun Lynn Richard Meins                            | Nissan VK50VE 5,0 L V8 Atmo      | M     | 12    | + 1 tour         |
| 31                              | LMP3   | 10 | Duqueine Engineering      | Antonin Borga Lucas Borga                           | Ligier JS P3                     | M     | 12    | + 1 tour         |
| 31                              | LMP3   | 10 | Duqueine Engineering      | Antonin Borga Lucas Borga                           | Nissan VK50VE 5,0 L V8 Atmo      | M     | 12    | + 1 tour         |
| 32                              | GT3    | 75 | Optimum Racing            | Flick Haigh Joe Osborne (en)                        | Audi R8 LMS                      | M     | 12    | + 1 tour         |
| 32                              | GT3    | 75 | Optimum Racing            | Flick Haigh Joe Osborne (en)                        | Audi 5,2 L V10 Atmo              | M     | 12    | + 1 tour         |
| 33                              | LMP3   | 9  | Duqueine Engineering      | Joel Janco Gerry Kraut                              | Ligier JS P3                     | M     | 12    | + 1 tour         |
| 33                              | LMP3   | 9  | Duqueine Engineering      | Joel Janco Gerry Kraut                              | Nissan VK50VE 5,0 L V8 Atmo      | M     | 12    | + 1 tour         |
| 34                              | LMP3   | 4  | Cool Racing par GPC       | Alexandre Coigny Gino Forgione                      | Ligier JS P3                     | M     | 12    | + 1 tour         |
| 34                              | LMP3   | 4  | Cool Racing par GPC       | Alexandre Coigny Gino Forgione                      | Nissan VK50VE 5,0 L V8 Atmo      | M     | 12    | + 1 tour         |
| 35                              | GT3    | 28 | Delahaye Racing Team (en) | Pierre-Étienne Bordet Alexandre Viron               | Porsche 911 GT3 R                | M     | 12    | + 1 tour         |
| 35                              | GT3    | 28 | Delahaye Racing Team (en) | Pierre-Étienne Bordet Alexandre Viron               | Porsche 4,0 l Flat-6 Atmo        | M     | 12    | + 1 tour         |
| 36                              | GT3    | 94 | Spirit of Race            | Martin Lanting Patrick Van Glabeke                  | Ferrari 488 GT3                  | M     | 12    | + 1 tour         |
| 36                              | GT3    | 94 | Spirit of Race            | Martin Lanting Patrick Van Glabeke                  | Ferrari F154CB 3,9 L V8 Turbo    | M     | 12    | + 1 tour         |
| 37                              | GT3    | 93 | Kessel Racing             | Deborah Mayer Claudio Schiavoni                     | Ferrari 458 Italia GT3           | M     | 12    | + 1 tour         |
| 37                              | GT3    | 93 | Kessel Racing             | Deborah Mayer Claudio Schiavoni                     | Ferrari F136 4,5 L V8 Atmo       | M     | 12    | + 1 tour         |
| 38                              | LMP3   | 44 | SPV MotorSport            | Álvaro Fontes Andrew Cummings                       | Ligier JS P3                     | M     | 12    | + 1 tour         |
| 38                              | LMP3   | 44 | SPV MotorSport            | Álvaro Fontes Andrew Cummings                       | Nissan VK50VE 5,0 L V8 Atmo      | M     | 12    | + 1 tour         |
| 39                              | GT3    | 7  | AmDTuning (en)            | Phil Keen Lee Mowle                                 | Mercedes-AMG GT3                 | M     | 11    | + 2 tours        |
| 39                              | GT3    | 7  | AmDTuning (en)            | Phil Keen Lee Mowle                                 | Mercedes-AMG M156 6,2 L V8 Atmo  | M     | 11    | + 2 tours        |
| 40                              | LMP3   | 15 | By Speed Factory          | Ate de Jong Tacksung Kim                            | Ligier JS P3                     | M     | 11    | + 2 tours        |
| 40                              | LMP3   | 15 | By Speed Factory          | Ate de Jong Tacksung Kim                            | Nissan VK50VE 5,0 L V8 Atmo      | M     | 11    | + 2 tours        |
| 41                              | GT3    | 20 | Gulf Racing UK            | Andrew Baker Ben Barker                             | Porsche 911 GT3 R                | M     | 10    | + 3 tours        |
| 41                              | GT3    | 20 | Gulf Racing UK            | Andrew Baker Ben Barker                             | Porsche 4,0 l Flat-6 Atmo        | M     | 10    | + 3 tours        |
| Non classé                      |        |    |                           |                                                     |                                  |       |       |                  |
|                                 | LMP3   | 11 | Duqueine Engineering      | Lucas Légeret (de) Nicolas Melin                    | Ligier JS P3                     | M     | 8     |                  |
| Nissan VK50VE 5,0 L V8 Atmo     | LMP3   | 11 | Duqueine Engineering      | Lucas Légeret (de) Nicolas Melin                    |                                  | M     | 8     |                  |
|                                 | LMP3   | 19 | M.Racing - YMR            | Erwin Creed Yann Ehrlacher                          | Norma M30                        | M     | 7     |                  |
| Nissan VK50VE 5,0 L V8 Atmo     | LMP3   | 19 | M.Racing - YMR            | Erwin Creed Yann Ehrlacher                          |                                  | M     | 7     |                  |
|                                 | LMP3   | 33 | Ibrán Pardo Javier        | Javier Ibrán Dirk Waaijenberg                       | Ligier JS P3                     | M     | 7     |                  |
| Nissan VK50VE 5,0 L V8 Atmo     | LMP3   | 33 | Ibrán Pardo Javier        | Javier Ibrán Dirk Waaijenberg                       |                                  | M     | 7     |                  |
|                                 | LMP3   | 3  | DKR Engineering           | Jean Glorieux Alexander Toril (de)                  | Norma M30                        | M     | 6     |                  |
| Nissan VK50VE 5,0 L V8 Atmo     | LMP3   | 3  | DKR Engineering           | Jean Glorieux Alexander Toril (de)                  |                                  | M     | 6     |                  |
|                                 | LMP3   | 91 | DKR Engineering           | Sylvain Boulay Yojiro Terada                        | ADESS-03                         | M     | 4     |                  |
| Nissan VK50VE 5,0 L V8 Atmo     | LMP3   | 91 | DKR Engineering           | Sylvain Boulay Yojiro Terada                        |                                  | M     | 4     |                  |
|                                 | GT3    | 96 | IMSA Performance          | Michel Ettouati Franck Racinet                      | Porsche 911 GT3 R                | M     | 1     |                  |
| Porsche 4,0 l Flat-6 Atmo       | GT3    | 96 | IMSA Performance          | Michel Ettouati Franck Racinet                      |                                  | M     | 1     |                  |
| Non partant                     |        |    |                           |                                                     |                                  |       |       |                  |
|                                 | LMP3   | 90 | AT Racing                 | Alexander Talkanitsa, Jr. Alexander Talkanitsa, Sr. | Ligier JS P3                     | M     |       |                  |
| Nissan VK50VE 5,0 L V8 Atmo     | LMP3   | 90 | AT Racing                 | Alexander Talkanitsa, Jr. Alexander Talkanitsa, Sr. |                                  | M     |       |                  |
|                                 | GT3    | 50 | Larbre Compétition        | Christian Philippon Franck Labescat                 | Mercedes-AMG GT3                 |       | 12    |                  |
| Mercedes-AMG M156 6,2 L V8 Atmo | GT3    | 50 | Larbre Compétition        | Christian Philippon Franck Labescat                 |                                  |       | 12    |                  |

### Pole position et record du tour
- Pole position :  Alexander Toril (de) (#3 DKR Engineering) en 3 min 50 s 258
- Meilleur tour en course :  Alexander Toril (de) (#3 DKR Engineering) en 3 min 52 s 024

### Tours en tête
- no 3 Norma M30 - DKR Engineering :  5 tours (1-5)[3]
- no 18 Ligier JS P3 - M.Racing - YMR :  1 tour (6)
- no 19 Ligier JS P3 - M.Racing - YMR :  1 tour (7)
- no 14 Ligier JS P3 - RLR Msport :  1 tour (8)
- no 2 Ligier JS P3 - United Autosports : 4  tours (9-13)

## Course 2

### Classement de la course
Voici le classement provisoire au terme de la course.
- Les vainqueurs de chaque catégorie sont signalés par un fond jauni.

| Pos                         | Classe | no | Écurie                    | Pilotes                                             | Châssis                          | Pneus | Tours | Temps            |
| Pos                         | Classe | no | Écurie                    | Pilotes                                             | Moteur                           | Pneus | Tours | Temps            |
| --------------------------- | ------ | -- | ------------------------- | --------------------------------------------------- | -------------------------------- | ----- | ----- | ---------------- |
| 1                           | LMP3   | 3  | DKR Engineering           | Jean Glorieux Alexander Toril (de)                  | Norma M30                        | M     | 13    | 57 min 07 s 299  |
| 1                           | LMP3   | 3  | DKR Engineering           | Jean Glorieux Alexander Toril (de)                  | Nissan VK50VE 5,0 L V8 Atmo      | M     | 13    | 57 min 07 s 299  |
| 2                           | LMP3   | 2  | United Autosports         | John Falb Sean Rayhall                              | Ligier JS P3                     | M     | 13    | + 17 s 706       |
| 2                           | LMP3   | 2  | United Autosports         | John Falb Sean Rayhall                              | Nissan VK50VE 5,0 L V8 Atmo      | M     | 13    | + 17 s 706       |
| 3                           | LMP3   | 19 | M.Racing - YMR            | Erwin Creed Yann Ehrlacher                          | Norma M30                        | M     | 13    | + 43 s 746       |
| 3                           | LMP3   | 19 | M.Racing - YMR            | Erwin Creed Yann Ehrlacher                          | Nissan VK50VE 5,0 L V8 Atmo      | M     | 13    | + 43 s 746       |
| 4                           | LMP3   | 89 | Graff                     | Greg Taylor James Winslow                           | Ligier JS P3                     | M     | 13    | + 50 s 362       |
| 4                           | LMP3   | 89 | Graff                     | Greg Taylor James Winslow                           | Nissan VK50VE 5,0 L V8 Atmo      | M     | 13    | + 50 s 362       |
| 5                           | LMP3   | 6  | DKR Engineering           | Edgar Lau (en) Jacques Wolf                         | Norma M30                        | M     | 13    | + 52 s 909       |
| 5                           | LMP3   | 6  | DKR Engineering           | Edgar Lau (en) Jacques Wolf                         | Nissan VK50VE 5,0 L V8 Atmo      | M     | 13    | + 52 s 909       |
| 6                           | LMP3   | 99 | N'Race                    | Alain Costa Jordan Perroy                           | Ligier JS P3                     | M     | 13    | + 1:10 s 912     |
| 6                           | LMP3   | 99 | N'Race                    | Alain Costa Jordan Perroy                           | Nissan VK50VE 5,0 L V8 Atmo      | M     | 13    | + 1:10 s 912     |
| 7                           | LMP3   | 18 | M.Racing - YMR            | Alexandre Cougnaud Romano Ricci                     | Ligier JS P3                     | M     | 13    | + 1 min 20 s 340 |
| 7                           | LMP3   | 18 | M.Racing - YMR            | Alexandre Cougnaud Romano Ricci                     | Nissan VK50VE 5,0 L V8 Atmo      | M     | 13    | + 1 min 20 s 340 |
| 8                           | LMP3   | 65 | Graff                     | Émilien Carde Adrien Chila                          | Ligier JS P3                     | M     | 13    | + 1 min 21 s 832 |
| 8                           | LMP3   | 65 | Graff                     | Émilien Carde Adrien Chila                          | Nissan VK50VE 5,0 L V8 Atmo      | M     | 13    | + 1 min 21 s 832 |
| 9                           | LMP3   | 98 | Motorsport98              | Eric De Doncker (en) Andy Meyrick                   | Ligier JS P3                     | M     | 13    | + 1 min 33 s 721 |
| 9                           | LMP3   | 98 | Motorsport98              | Eric De Doncker (en) Andy Meyrick                   | Nissan VK50VE 5,0 L V8 Atmo      | M     | 13    | + 1 min 33 s 721 |
| 10                          | LMP3   | 92 | TKS                       | Shinyo Sano Takuya Shirasaka                        | Ginetta-Juno P3-15               | M     | 13    | + 1 min 35 s 661 |
| 10                          | LMP3   | 92 | TKS                       | Shinyo Sano Takuya Shirasaka                        | Nissan VK50VE 5,0 L V8 Atmo      | M     | 13    | + 1 min 35 s 661 |
| 11                          | LMP3   | 49 | Win Motorsport            | Richard Bradley William Lok (en)                    | Ligier JS P3                     | M     | 13    | + 1 min 44 s 682 |
| 11                          | LMP3   | 49 | Win Motorsport            | Richard Bradley William Lok (en)                    | Nissan VK50VE 5,0 L V8 Atmo      | M     | 13    | + 1 min 44 s 682 |
| 12                          | LMP3   | 48 | Kox Racing                | Peter Kox Nico Pronk                                | Ligier JS P3                     | M     | 13    | + 1 min 52 s 735 |
| 12                          | LMP3   | 48 | Kox Racing                | Peter Kox Nico Pronk                                | Nissan VK50VE 5,0 L V8 Atmo      | M     | 13    | + 1 min 52 s 735 |
| 13                          | LMP3   | 11 | Duqueine Engineering      | Lucas Légeret (de) Nicolas Melin                    | Ligier JS P3                     | M     | 13    | + 1 min 54 s 646 |
| 13                          | LMP3   | 11 | Duqueine Engineering      | Lucas Légeret (de) Nicolas Melin                    | Nissan VK50VE 5,0 L V8 Atmo      | M     | 13    | + 1 min 54 s 646 |
| 14                          | GT3    | 97 | TF Sport                  | Ahmad Al Harthy Tom Jackson                         | Aston Martin V12 Vantage GT3     | M     | 13    | + 1 min 57 s 323 |
| 14                          | GT3    | 97 | TF Sport                  | Ahmad Al Harthy Tom Jackson                         | Aston Martin AM11 6,0 L V12 Atmo | M     | 13    | + 1 min 57 s 323 |
| 15                          | LMP3   | 53 | M.Racing - YMR            | Natan Bihel Laurent Millara                         | Ligier JS P3                     | M     | 13    | + 1 min 58 s 342 |
| 15                          | LMP3   | 53 | M.Racing - YMR            | Natan Bihel Laurent Millara                         | Nissan VK50VE 5,0 L V8 Atmo      | M     | 13    | + 1 min 58 s 342 |
| 16                          | LMP3   | 90 | AT Racing                 | Alexander Talkanitsa, Jr. Alexander Talkanitsa, Sr. | Ligier JS P3                     | M     | 13    | + 1 min 59 s 396 |
| 16                          | LMP3   | 90 | AT Racing                 | Alexander Talkanitsa, Jr. Alexander Talkanitsa, Sr. | Nissan VK50VE 5,0 L V8 Atmo      | M     | 13    | + 1 min 59 s 396 |
| 17                          | GT3    | 24 | Garage 59                 | Michael Benham Duncan Tappy                         | McLaren 650S GT3                 | M     | 13    | + 2 min 02 s 335 |
| 17                          | GT3    | 24 | Garage 59                 | Michael Benham Duncan Tappy                         | McLaren M838T 3,8 L V8 Bi-Turbo  | M     | 13    | + 2 min 02 s 335 |
| 18                          | GT3    | 8  | SVC Sport Management      | Steeve Hiesse (pl) Cédric Mézard                    | Lamborghini Huracán GT3          | M     | 13    | + 2 min 06 s 659 |
| 18                          | GT3    | 8  | SVC Sport Management      | Steeve Hiesse (pl) Cédric Mézard                    | Lamborghini 5,2 L V10 Atmo       | M     | 13    | + 2 min 06 s 659 |
| 19                          | GT3    | 5  | Ram Racing                | Tom Onslow-Cole (en) Remon Leonard Vos              | Mercedes-AMG GT3                 | M     | 13    | + 2 min 10 s 789 |
| 19                          | GT3    | 5  | Ram Racing                | Tom Onslow-Cole (en) Remon Leonard Vos              | Mercedes-AMG M156 6,2 L V8 Atmo  | M     | 13    | + 2 min 10 s 789 |
| 20                          | LMP3   | 22 | United Autosports         | Matthew Bell James McGuire                          | Ligier JS P3                     | M     | 13    | + 2 min 34 s 870 |
| 20                          | LMP3   | 22 | United Autosports         | Matthew Bell James McGuire                          | Nissan VK50VE 5,0 L V8 Atmo      | M     | 13    | + 2 min 34 s 870 |
| 21                          | GT3    | 88 | Garage 59                 | Chris Goodwin (en) Alexander West (de)              | McLaren 650S GT3                 | M     | 13    | + 2 min 40 s 446 |
| 21                          | GT3    | 88 | Garage 59                 | Chris Goodwin (en) Alexander West (de)              | McLaren M838T 3,8 L V8 Bi-Turbo  | M     | 13    | + 2 min 40 s 446 |
| 22                          | LMP3   | 72 | Graff                     | Philippe Cimadomo (en) Thomas Dagoneau (de)         | Ligier JS P3                     | M     | 13    | + 2 min 42 s 329 |
| 22                          | LMP3   | 72 | Graff                     | Philippe Cimadomo (en) Thomas Dagoneau (de)         | Nissan VK50VE 5,0 L V8 Atmo      | M     | 13    | + 2 min 42 s 329 |
| 23                          | LMP3   | 44 | SPV MotorSport            | Álvaro Fontes Andrew Cummings                       | Ligier JS P3                     | M     | 13    | + 2 min 43 s 760 |
| 23                          | LMP3   | 44 | SPV MotorSport            | Álvaro Fontes Andrew Cummings                       | Nissan VK50VE 5,0 L V8 Atmo      | M     | 13    | + 2 min 43 s 760 |
| 24                          | GT3    | 7  | AmDTuning (en)            | Phil Keen Lee Mowle                                 | Mercedes-AMG GT3                 | M     | 13    | + 2 min 44 s 880 |
| 24                          | GT3    | 7  | AmDTuning (en)            | Phil Keen Lee Mowle                                 | Mercedes-AMG M156 6,2 L V8 Atmo  | M     | 13    | + 2 min 44 s 880 |
| 25                          | LMP3   | 23 | United Autosports         | Shaun Lynn Richard Meins                            | Ligier JS P3                     | M     | 13    | + 2 min 46 s 265 |
| 25                          | LMP3   | 23 | United Autosports         | Shaun Lynn Richard Meins                            | Nissan VK50VE 5,0 L V8 Atmo      | M     | 13    | + 2 min 46 s 265 |
| 26                          | LMP3   | 15 | By Speed Factory          | Ate de Jong Tacksung Kim                            | Ligier JS P3                     | M     | 13    | + 3 min 14 s 532 |
| 26                          | LMP3   | 15 | By Speed Factory          | Ate de Jong Tacksung Kim                            | Nissan VK50VE 5,0 L V8 Atmo      | M     | 13    | + 3 min 14 s 532 |
| 27                          | LMP3   | 9  | Duqueine Engineering      | Joel Janco Gerry Kraut                              | Ligier JS P3                     | M     | 13    | + 3 min 16 s 006 |
| 27                          | LMP3   | 9  | Duqueine Engineering      | Joel Janco Gerry Kraut                              | Nissan VK50VE 5,0 L V8 Atmo      | M     | 13    | + 3 min 16 s 006 |
| 28                          | GT3    | 93 | Kessel Racing             | Deborah Mayer Claudio Schiavoni                     | Ferrari 458 Italia GT3           | M     | 13    | + 4 min 34 s 396 |
| 28                          | GT3    | 93 | Kessel Racing             | Deborah Mayer Claudio Schiavoni                     | Ferrari F136 4,5 L V8 Atmo       | M     | 13    | + 4 min 34 s 396 |
| 29                          | LMP3   | 79 | Nielsen Racing            | Colin Noble Tony Wells                              | Ligier JS P3                     | M     | 12    | + 1 tour         |
| 29                          | LMP3   | 79 | Nielsen Racing            | Colin Noble Tony Wells                              | Nissan VK50VE 5,0 L V8 Atmo      | M     | 12    | + 1 tour         |
| 30                          | LMP3   | 12 | SVC Sport Management      | Marco Cencetti Marcello Marateotto                  | Ligier JS P3                     | M     | 12    | + 1 tour         |
| 30                          | LMP3   | 12 | SVC Sport Management      | Marco Cencetti Marcello Marateotto                  | Nissan VK50VE 5,0 L V8 Atmo      | M     | 12    | + 1 tour         |
| 31                          | GT3    | 50 | Larbre Compétition        | Christian Philippon Franck Labescat                 | Mercedes-AMG GT3                 |       | 12    | + 1 tour         |
| 31                          | GT3    | 50 | Larbre Compétition        | Christian Philippon Franck Labescat                 | Mercedes-AMG M156 6,2 L V8 Atmo  |       | 12    | + 1 tour         |
| 32                          | GT3    | 28 | Delahaye Racing Team (en) | Pierre-Étienne Bordet Alexandre Viron               | Porsche 911 GT3 R                | M     | 12    | + 1 tour         |
| 32                          | GT3    | 28 | Delahaye Racing Team (en) | Pierre-Étienne Bordet Alexandre Viron               | Porsche 4,0 l Flat-6 Atmo        | M     | 12    | + 1 tour         |
| 33                          | GT3    | 94 | Spirit of Race            | Martin Lanting Patrick Van Glabeke                  | Ferrari 488 GT3                  | M     | 12    | + 1 tour         |
| 33                          | GT3    | 94 | Spirit of Race            | Martin Lanting Patrick Van Glabeke                  | Ferrari F154CB 3,9 L V8 Turbo    | M     | 12    | + 1 tour         |
| 34                          | GT3    | 96 | IMSA Performance          | Michel Ettouati Franck Racinet                      | Porsche 911 GT3 R                | M     | 12    | + 1 tour         |
| 34                          | GT3    | 96 | IMSA Performance          | Michel Ettouati Franck Racinet                      | Porsche 4,0 l Flat-6 Atmo        | M     | 12    | + 1 tour         |
| 35                          | LMP3   | 91 | DKR Engineering           | Sylvain Boulay Yojiro Terada                        | ADESS-03                         | M     | 12    | + 1 tour         |
| 35                          | LMP3   | 91 | DKR Engineering           | Sylvain Boulay Yojiro Terada                        | Nissan VK50VE 5,0 L V8 Atmo      | M     | 12    | + 1 tour         |
| 36                          | GT3    | 46 | Ebimotors                 | Fabio Babini Emanuele Busnelli                      | Lamborghini Huracán GT3          | M     | 12    | + 1 tour         |
| 36                          | GT3    | 46 | Ebimotors                 | Fabio Babini Emanuele Busnelli                      | Lamborghini 5,2 L V10 Atmo       | M     | 12    | + 1 tour         |
| 37                          | GT3    | 95 | Spirit of Race            | Maurizio Mediani Christoph Ulrich                   | Ferrari 458 Italia GT3           | M     | 11    | + 2 tours        |
| 37                          | GT3    | 95 | Spirit of Race            | Maurizio Mediani Christoph Ulrich                   | Ferrari F136 4,5 L V8 Atmo       | M     | 11    | + 2 tours        |
| 38                          | GT3    | 75 | Optimum Racing            | Flick Haigh Joe Osborne (en)                        | Audi R8 LMS                      | M     | 11    | + 2 tours        |
| 38                          | GT3    | 75 | Optimum Racing            | Flick Haigh Joe Osborne (en)                        | Audi 5,2 L V10 Atmo              | M     | 11    | + 2 tours        |
| Non classé                  |        |    |                           |                                                     |                                  |       |       |                  |
|                             | LMP3   | 87 | RLR Msport                | Morten Dons (en) John Farano                        | Ligier JS P3                     | M     | 7     |                  |
| Nissan VK50VE 5,0 L V8 Atmo | LMP3   | 87 | RLR Msport                | Morten Dons (en) John Farano                        |                                  | M     | 7     |                  |
|                             | LMP3   | 10 | Duqueine Engineering      | Antonin Borga Lucas Borga                           | Ligier JS P3                     | M     | 6     |                  |
| Nissan VK50VE 5,0 L V8 Atmo | LMP3   | 10 | Duqueine Engineering      | Antonin Borga Lucas Borga                           |                                  | M     | 6     |                  |
|                             | LMP3   | 14 | RLR Msport                | Alex Kapadia Martin Rich                            | Ligier JS P3                     | M     | 5     |                  |
| Nissan VK50VE 5,0 L V8 Atmo | LMP3   | 14 | RLR Msport                | Alex Kapadia Martin Rich                            |                                  | M     | 5     |                  |
|                             | LMP3   | 33 | Ibrán Pardo Javier        | Javier Ibrán Dirk Waaijenberg                       | Ligier JS P3                     | M     | 5     |                  |
| Nissan VK50VE 5,0 L V8 Atmo | LMP3   | 33 | Ibrán Pardo Javier        | Javier Ibrán Dirk Waaijenberg                       |                                  | M     | 5     |                  |
|                             | LMP3   | 55 | Spirit of Race            | Claudio Sdanewitsch Michele Rugolo                  | Ligier JS P3                     | M     | 3     |                  |
| Nissan VK50VE 5,0 L V8 Atmo | LMP3   | 55 | Spirit of Race            | Claudio Sdanewitsch Michele Rugolo                  |                                  | M     | 3     |                  |
|                             | GT3    | 20 | Gulf Racing UK            | Andrew Baker Ben Barker                             | Porsche 911 GT3 R                | M     | 3     |                  |
| Porsche 4,0 l Flat-6 Atmo   | GT3    | 20 | Gulf Racing UK            | Andrew Baker Ben Barker                             |                                  | M     | 3     |                  |
|                             | LMP3   | 85 | Eurointernational         | Mark Kvamme Alex Popow                              | Ligier JS P3                     | M     |       |                  |
| Nissan VK50VE 5,0 L V8 Atmo | LMP3   | 85 | Eurointernational         | Mark Kvamme Alex Popow                              |                                  | M     |       |                  |
|                             | LMP3   | 86 | Eurointernational         | Ricky Capo Andrea Dromedari                         | Ligier JS P3                     | M     |       |                  |
| Nissan VK50VE 5,0 L V8 Atmo | LMP3   | 86 | Eurointernational         | Ricky Capo Andrea Dromedari                         |                                  | M     |       |                  |
|                             | LMP3   | 66 | Graff                     | Scott Andrews (de) John Corbett (de)                | Ligier JS P3                     | M     |       |                  |
| Nissan VK50VE 5,0 L V8 Atmo | LMP3   | 66 | Graff                     | Scott Andrews (de) John Corbett (de)                |                                  | M     |       |                  |
| Disqualifié                 |        |    |                           |                                                     |                                  |       |       |                  |
|                             | GT3    | 76 | IMSA Performance          | Thierry Cornac Raymond Narac                        | Porsche 911 GT3 R                | M     | 13    | [ N 8 ]          |
| Porsche 4,0 l Flat-6 Atmo   | GT3    | 76 | IMSA Performance          | Thierry Cornac Raymond Narac                        |                                  | M     | 13    | [ N 8 ]          |
| Non partant                 |        |    |                           |                                                     |                                  |       |       |                  |
|                             | LMP3   | 4  | Cool Racing par GPC       | Alexandre Coigny Gino Forgione                      | Ligier JS P3                     | M     |       |                  |
| Nissan VK50VE 5,0 L V8 Atmo | LMP3   | 4  | Cool Racing par GPC       | Alexandre Coigny Gino Forgione                      |                                  | M     |       |                  |

### Pole position et record du tour
- Pole position :  Jean Glorieux (#3 DKR Engineering) en 3 min 52 s 563
- Meilleur tour en course :  Yann Ehrlacher (#19 M.Racing - YMR) en 3 min 50 s 576

### Tours en tête
- no 3 Norma M30 - DKR Engineering :  10 tours (1-3 / 7-13)[5]
- no 2 Ligier JS P3 - United Autosports : 1  tour (4)
- no 11 Ligier JS P3 - Duqueine Engineering : 2  tours (5-6)

## À noter
- Longueur du circuit : 13,629 km (13 629 m)
- Nombre de virages : 38
- Nom du circuit : Circuit automobile de la Sarthe
- Lieu : Le Mans, Pays de la Loire, France